# BENE-League Handball 2023/24
De BENE-League Handball 2023/24 was de tiende editie van de handbalcompetitie tussen de Nederlandse en Belgische herenteams.

## Opzet
- De beste zes ploegen van België en de beste zes ploegen uit Nederland spelen een volledige competitie tegen elkaar.
- De vier ploegen die aan het einde van deze competitie bovenaan staan, strijden om de titel van de BENE-League. Dit gebeurt in één weekend. Op de zaterdag de halve finales (nummer 1 van de competitie tegen nummer 4, en nummer 2 tegen nummer 3), en op de zondag de finale.
- Per land bepaalt zijn eigen promotie/degradatie regels voor de BENE-League dit gebeurt via een nacompetitie.
  - In Nederland spelen de zes ploegen in competitievorm. De nummer laatst speelt een Best of Two tegen de winnaar van de nationale eredivisie om een plek in de BENE-League. De beste twee spelen een best of three serie voor de landskampioenschap
  - In België spelen de laagste twee teams uit de BENE-League een best-of-five serie voor handhaving/degradatie. De overige vier teams spelen voor de landstitel.

## Teams
| Club                              | Stad               | Provincie       | Trainer             | Hal                       |
| België                            | België             | België          | België              | België                    |
| --------------------------------- | ------------------ | --------------- | ------------------- | ------------------------- |
| Sezoens Achilles Bocholt          | Bocholt            | Limburg         | Luc Boiten          | De Damburg                |
| KTSV Eupen                        | Eupen              | Luik            | Jean-Luc Grandjean  | Sporthalle Stockbergerweg |
| HUBO Handbal                      | Hasselt - Tongeren | Limburg         | Peter Portengen     | Alverberg Eburons Dôme    |
| FILOU Handbalclub Izegem          | Izegem             | West-Vlaanderen | Frank Platteeuw     | De Krekel                 |
| Sporting Pelt                     | Pelt               | Limburg         | Korneel Douven      | Dommelhof                 |
| HC Visé BM                        | Wezet              | Luik            | Thomas Cauwenberghs | Hall Omnisports de Visé   |
| Nederland                         |                    |                 |                     |                           |
| Green Park Handbal Aalsmeer       | Aalsmeer           | Noord-Holland   | Wai Wong            | De Bloemhof               |
| Herpertz Bevo HC                  | Panningen          | Limburg         | Hans van Dijk       | De Heuf                   |
| L. van Raak Milieutechniek/Houten | Houten             | Utrecht         | Job Reumer          | The Dome                  |
| Drenth Groep Hurry-Up             | Zwartemeer         | Drenthe         | Sven Hemmes         | Techniekplein Emmen Arena |
| KEMBIT-LIONS                      | Sittard-Geleen     | Limburg         | Fred Michielsen     | Stadssporthal             |
| KRAS/Volendam                     | Volendam           | Noord-Holland   | Geert Hinskens      | Opperdam                  |

## Stand
| Pos | Club                              | Wed | W  | G | V  | Ptn | DV  | DT  | +/−  | Opmerking                    |
| --- | --------------------------------- | --- | -- | - | -- | --- | --- | --- | ---- | ---------------------------- |
| 1   | Sezoens Achilles Bocholt          | 22  | 16 | 3 | 3  | 35  | 702 | 601 | 101  | Geplaatst voor de Final Four |
| 2   | HC Visé BM                        | 22  | 16 | 1 | 5  | 33  | 644 | 567 | 77   | Geplaatst voor de Final Four |
| 3   | KEMBIT-LIONS                      | 22  | 13 | 5 | 4  | 31  | 711 | 641 | 70   | Geplaatst voor de Final Four |
| 4   | Green Park Handbal Aalsmeer       | 22  | 13 | 4 | 5  | 30  | 711 | 632 | 79   | Geplaatst voor de Final Four |
| 5   | KRAS/Volendam                     | 22  | 14 | 2 | 6  | 30  | 772 | 711 | 61   |                              |
| 6   | Drenth Groep Hurry-Up             | 22  | 11 | 1 | 10 | 23  | 658 | 682 | -24  |                              |
| 7   | Sporting Pelt                     | 22  | 9  | 4 | 9  | 22  | 623 | 597 | 26   |                              |
| 8   | Herpertz Bevo HC                  | 22  | 10 | 2 | 10 | 22  | 669 | 666 | 3    |                              |
| 9   | KTSV Eupen                        | 22  | 8  | 3 | 11 | 19  | 651 | 679 | -28  |                              |
| 10  | HUBO Handbal                      | 22  | 6  | 2 | 14 | 14  | 631 | 692 | -61  |                              |
| 11  | L. van Raak Milieutechniek/Houten | 22  | 1  | 1 | 20 | 3   | 639 | 811 | -172 |                              |
| 12  | FILOU Handbalclub Izegem          | 22  | 1  | 0 | 21 | 2   | 634 | 766 | -132 |                              |

Bron: bnleague.com - ranking[dode link]

## Uitslagen
|                                   | AAL     | BEV     | BOC     | EUP     | HOU     | HUB     | HUR     | IZE     | LIO     | PEL     | VIS     | VOL     |
| --------------------------------- | ------- | ------- | ------- | ------- | ------- | ------- | ------- | ------- | ------- | ------- | ------- | ------- |
| Green Park Handbal Aalsmeer       |         | 34 - 34 | 27 - 28 | 32 - 25 | 41 - 29 | 33 - 27 | 34 - 25 | 36 - 26 | 28 - 28 | 32 - 28 | 34 - 27 | 39 - 35 |
| Herpertz Bevo HC                  | 30 - 29 |         | 28 - 25 | 32 - 26 | 35 - 26 | 28 - 28 | 28 - 22 | 34 - 30 | 34 - 36 | 31 - 29 | 23 - 29 | 31 - 36 |
| Sezoens Achilles Bocholt          | 27 - 25 | 34 - 31 |         | 30 - 24 | 41 - 32 | 31 - 19 | 30 - 26 | 41 - 22 | 28 - 32 | 25 - 25 | 37 - 27 | 31 - 30 |
| KTSV Eupen                        | 33 - 36 | 33 - 31 | 27 - 31 |         | 42 - 29 | 30 - 33 | 30 - 28 | 32 - 25 | 27 - 27 | 31 - 30 | 23 - 27 | 28 - 28 |
| L. van Raak Milieutechniek/Houten | 34 - 38 | 25 - 35 | 23 - 37 | 34 - 39 |         | 28 - 33 | 28 - 29 | 38 - 34 | 27 - 36 | 26 - 28 | 26 - 26 | 37 - 38 |
| HUBO Handbal                      | 20 - 30 | 34 - 36 | 31 - 40 | 26 - 29 | 36 - 32 |         | 32 - 33 | 41 - 30 | 22 - 29 | 31 - 29 | 25 - 30 | 32 - 36 |
| Drenth Groep Hurry-Up             | 27 - 34 | 34 - 31 | 30 - 30 | 30 - 29 | 38 - 31 | 25 - 23 |         | 34 - 33 | 31 - 28 | 31 - 23 | 25 - 26 | 41 - 40 |
| FILOU Handbalclub Izegem          | 26 - 32 | 25 - 30 | 26 - 39 | 31 - 34 | 41 - 30 | 27 - 33 | 29 - 30 |         | 28 - 36 | 28 - 29 | 26 - 32 | 29 - 30 |
| KEMBIT-LIONS                      | 36 - 36 | 37 - 25 | 27 - 28 | 38 - 30 | 36 - 27 | 30 - 30 | 37 - 31 | 45 - 36 |         | 28 - 28 | 22 - 24 | 37 - 35 |
| Sporting Pelt                     | 28 - 28 | 30 - 26 | 23 - 23 | 33 - 26 | 37 - 23 | 33 - 16 | 31 - 25 | 36 - 27 | 24 - 25 |         | 24 - 25 | 33 - 30 |
| HC Visé BM                        | 28 - 26 | 29 - 27 | 26 - 27 | 32 - 17 | 36 - 23 | 42 - 29 | 34 - 23 | 34 - 28 | 23 - 31 | 30 - 15 |         | 28 - 26 |
| KRAS/Volendam                     | 31 - 27 | 35 - 29 | 40 - 39 | 36 - 36 | 55 - 31 | 31 - 30 | 41 - 40 | 40 - 27 | 39 - 30 | 30 - 27 | 30 - 29 |         |

Bron: bnleague.com - ranking[dode link]
Vanaf dit seizoen is de eindfase van de BENE-League heeft een andere opzet. De beste vier ploegen van de reguliere competitie spelen in de halve finale twee keer tegen elkaar, in een thuis en uitwedstrijd. Wie het beste resultaat heeft na twee wedstrijden spelen op 18 maart 2023 de finale.

### Halve finale
| 23 maart 2024 20:00 | Green Park Handbal Aalsmeer | 27 – 29 | Sezoens Achilles Bocholt | De Bloemhof, Aalsmeer Scheidsrechters: Stobbe, Klompers |
| 23 maart 2024 20:00 | (10-15)                     |         |                          | De Bloemhof, Aalsmeer Scheidsrechters: Stobbe, Klompers |
| 23 maart 2024 20:00 |                             |         |                          | De Bloemhof, Aalsmeer Scheidsrechters: Stobbe, Klompers |

| 23 maart 2024 20:00 | KEMBIT-LIONS | 26 – 25 | HC Visé BM | Stadssporthal, Sittard Scheidsrechters: Steenwinckels, Steenwinckels |
| 23 maart 2024 20:00 | (14-13)      |         |            | Stadssporthal, Sittard Scheidsrechters: Steenwinckels, Steenwinckels |
| 23 maart 2024 20:00 |              |         |            | Stadssporthal, Sittard Scheidsrechters: Steenwinckels, Steenwinckels |

| 24 maart 2024 19:00 | Sezoens Achilles Bocholt | 37 – 36 | Green Park Handbal Aalsmeer | De Damburg, Bocholt Scheidsrechters: Peters, van Loock |
| 24 maart 2024 19:00 | (16-13)                  |         |                             | De Damburg, Bocholt Scheidsrechters: Peters, van Loock |
| 24 maart 2024 19:00 |                          |         |                             | De Damburg, Bocholt Scheidsrechters: Peters, van Loock |

| 24 maart 2024 17:00 | HC Visé BM | 30 – 28 | KEMBIT-LIONS | Hall Omnisport de Visé, Wezet Scheidsrechters: Hommen, van Kessel |
| 24 maart 2024 17:00 | (13-14)    |         |              | Hall Omnisport de Visé, Wezet Scheidsrechters: Hommen, van Kessel |
| 24 maart 2024 17:00 |            |         |              | Hall Omnisport de Visé, Wezet Scheidsrechters: Hommen, van Kessel |

### Finale
| 06 april 2024 20:15 | Sezoens Achilles Bocholt | 24 – 25 | HC Visé BM | De Damburg, Bocholt Scheidsrechters: Cappa, Schreder |
| 06 april 2024 20:15 | (10-10)                  |         |            | De Damburg, Bocholt Scheidsrechters: Cappa, Schreder |
| 06 april 2024 20:15 |                          |         |            | De Damburg, Bocholt Scheidsrechters: Cappa, Schreder |

|                 |
| Vlag van België |
| HC Visé BM      |
| 1ste titel      |

## All-star team
Het kiezen van het "All-ster team" werd gekozen door het publiek en niet meer alleen op het voordragen van spelers door de coaches.
| Positie        | Naam             | Nati.              | Club                        |
| -------------- | ---------------- | ------------------ | --------------------------- |
| Doelman        | Clem Leroy       | Vlag van België    | Sezoens Achilles Bocholt    |
| Rechterhoek    | Rob Schmeits     | Vlag van Nederland | KEMBIT-LIONS                |
| Rechter opbouw | Serge Spooren    | Vlag van België    | Sezoens Achilles Bocholt    |
| Cirkel         | Bartosz Kedziora | Vlag van België    | KTSV Eupen                  |
| Midden opbouw  | Yves Vancosen    | Vlag van België    | HC Visé BM                  |
| Linker opbouw  | Jeroen De Beule  | Vlag van België    | Sezoens Achilles Bocholt    |
| Linkerhoek     | Donny Vink       | Vlag van Nederland | Green Park Handbal Aalsmeer |